# Naga (district)
Naga (Japans: 那賀郡, Naga-gun) was een district van de  prefectuur Wakayama in Japan. Op 1 april 2006 hield het op te bestaan.

## Geschiedenis
- Op 11 november 2005 smolten de gemeenten Uchita, Kokawa, Naga, Momoyama en Kishigawa samen tot de nieuwe stad Kinokawa.

- Op 1 april 2006  verkreeg de gemeente Iwade het statuut van stad. Door deze wijziging hield het District Naga op te bestaan.

Steden:
Arida · Gobo · Hashimoto · Iwade · Kainan · Kinokawa · Shingu · Tanabe · Wakayama (hoofdstad)

Districten:
Arida · Hidaka · Higashimuro · Ito · Kaiso · Nishimuro
Gemeenten per district